# Řetěz nezávislosti
Řetěz nezávislosti (arabsky: قلادة الاستقلال) je nejvyšší státní vyznamenání Kataru založené roku 1978. Udílen je zahraničním hlavám států za rozvoj přátelství mezi Katarem a dalšími zeměmi.

## Historie
Řád byl založen roku 1978 katarským emírem Chalífou bin Hamád al-Sáním jako nejvyšší státní vyznamenání určené k ocenění zahraničních hlav států. Udílen je v souladu s diplomatickým protokolem za rozvoj přátelství mezi zeměmi. Založen byl na počest zisku nezávislosti. Tu Katar získal na Spojeném království dne 3. září 1971. Udílen je v jediné třídě, řádovém řetězu, který je nošen kolem krku.

## Insignie
Řádový odznak má tvar zlaté deseticípé hvězdy s cípy ve tvaru prázdných kosočtverců. Cípy jsou spojeny ornamentálním kruhem se vsazenými diamanty. Uprostřed je kulatý zlatý medailon se širokým okrajem. Uprostřed je vyobrazen státní znak Kataru. Kolem znaku je nápis v arabštině Katarský stát v horní části a řetěz nezávislosti ve spodní části.
Odznak je k řetězu připojen ozdobnou plaketkou nepravidelného tvaru zdobenou perlami. Řetěz se skládá z 30 článků propojených dvojitým řetízkem: centrální článek nepravidelného tvaru je zdobený 4 perlami a 2 rubíny s vyobrazením státního znaku uprostřed, 14 plných ozdobných článků (8 s vyobrazeními charakteristických symbolů Kataru a 6 s nápisy kaligrafickým arabským písmem) se střídá s prázdnými ozdobnými prvky.